# Holland Casino
Holland Casino — нідерландська державна компанія, що має юридичну монополію на азартні ігри в Нідерландах і керує 14 казино, розташованими по всій країні. Прибуток компанії надходить безпосередньо до казни країни. 2007 року прибуток склав 267 млн євро, 2006—263 млн євро.

## Історія
Компанію засновано 1974 року.
Компанія запровадила політику щодо максимального запобігання так званим «нав'язливим» або проблемним азартним іграм. 21 січня 2008 року Holland Casino отримало ігрову нагороду за найбільш соціально відповідальний бізнес у міжнародній індустрії казино.
У березні 2011 року уряд Нідерландів оголосив про нову систему азартних ігор, яка 2015 року змінила ринок азартних ігор в країні (включаючи оновлення у правилах для казино, лотерей, покеру, спортивних ставок та бінго) для ліцензованих місцевих та іноземних ігрових установ.
2020 року один з гравців програв у казино компанії 250 тис. євро, що спричинило широкий суспільний резонанс у Нідерландах. Члени парламенту звернулися до міністра юстиції Сандера Деккера з вимогою дій щодо захисту гравців. Міністр пояснив, що Holland Casino не відстежує програші окремих гравців, а також що подібне відстеження може порушувати права людини на приватність особистих даних.
У грудні 2020 представники компанії заявили, що дивіденди за 2020 рік не будуть виплачуватись через пандемію коронавірусу. Натомість компанія додасть весь прибуток розміром 67,6 млн євро до власного капіталу. Це було схвалено Вопке Хекстром, керівником Міністерства фінансів, єжиного акціонера компанії.

## Казино
Штаб-квартира Holland Casino знаходиться в Хофддорпі, але в її мають перенести до окремої будівлі в новому Holland Casino Utrecht в Утрехті. Перше казино відкрилося в Зандвоорті 1 жовтня 1976 року. З 2008 року казино Амстердама є найбільшим у країні. Інші казино працюють в таких місцях:

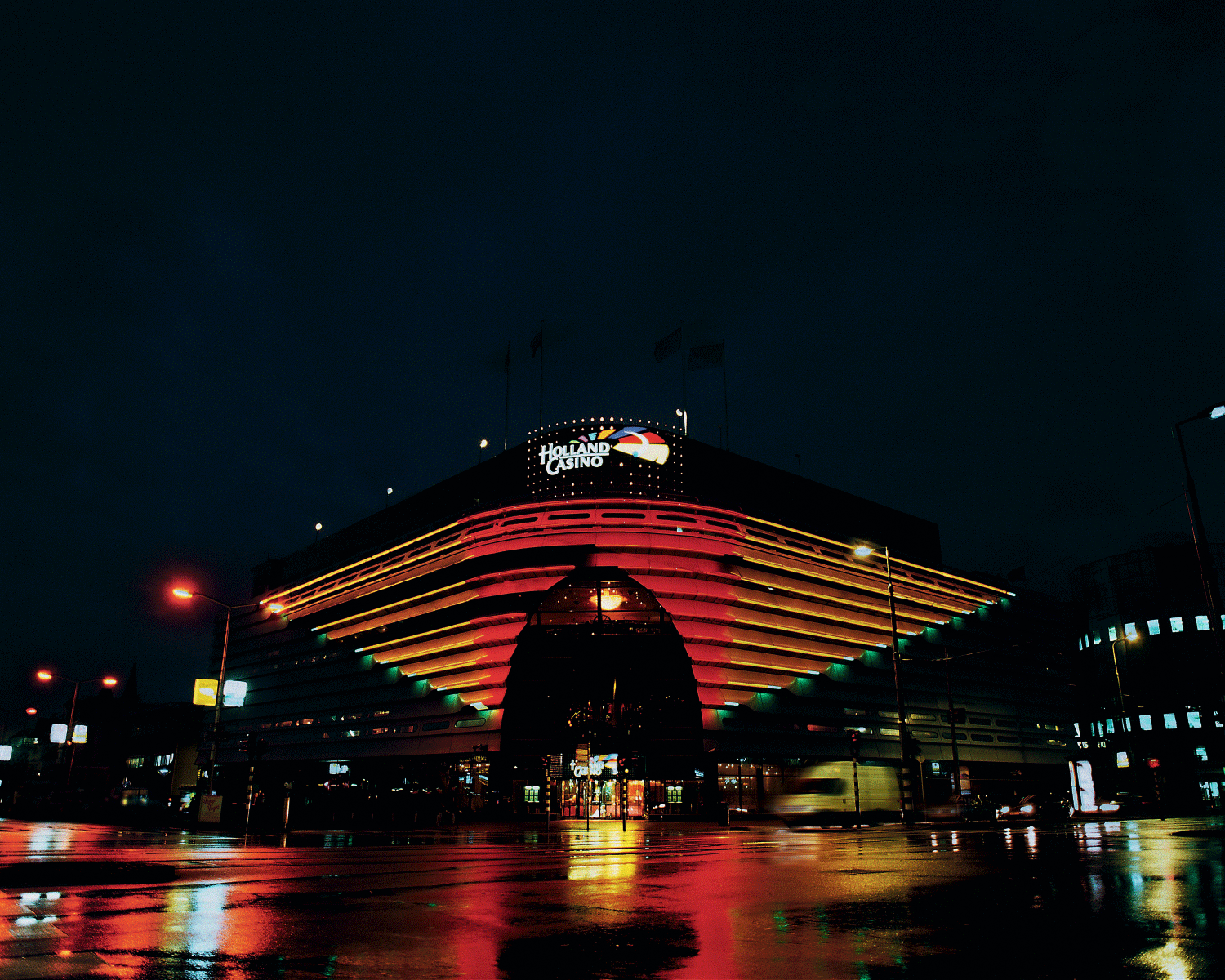
Holland Casino Scheveningen

- Бреда
- Ейндговен
- Енсхеде
- Гронінген
- Леуварден
- Неймеген
- Роттердам
- Схевенінген
- Схіпгол (летовище Амстердама)
- Утрехт
- Валкенбург
- Венло

## Ігри
У закладах проводяться такі ігри:
- Французька рулетка
- Американська рулетка
- Блекджек
- Карибський стад-покер
- Бінго
- Покер
- Сік Бо
- Пунто Банко
- Грошове колесо

Середній розмір виплат на ігрових автоматах складає 93 %, тоді як мінімальний мінімум — 80 %. Заявлений середній коефіцієнт виплат — 97,7 %. Усі ігрові автомати контролюються Голландським вимірювальним інститутом, їх також перевіряє незалежна інспекційна компанія Verispect.